# Zbirka ptic
Zbirke ptic so zbirke znanstvenih vzorcev, sestavljene iz ptic in njihovih delov. So raziskovalni viri za ornitologijo in za druge znanstvene discipline, v katerih so informacije o pticah uporabne. Te zbirke so arhivi raznolikosti ptic in služijo različnim potrebam znanstvenih raziskovalcev, umetnikov in pedagogov. Zbirke lahko vključujejo različne načine priprave za ohranitev peres, okostja, mehkih tkiv, ali nekatere kombinacije le-teh. Sodobne zbirke so lahko velikosti majhnih učnih zbirk, kot jih hranijo centri za obiskovalce v naravnih rezervatih ali na šolah, druge pa so velike raziskovalne zbirke večjih prirodoslovnih muzejev, največje od katerih vsebujejo več sto tisoč primerkov. 
Funkcije zbirke ptic so podobna funkcijam knjižnic, vsebujejo vzorce, ki so organizirani v predalih in omarah v taksonomskem razporedu. Kustosi nadzirajo vzdrževanje, uporabo in razvoj zbirk in jih dajejo na voljo za študij.